# Руис Лопес, Иполито
Ипо́лито Руи́с Ло́пес (исп. Hipólito Ruiz López, 1754—1816) — испанский ботаник и исследователь, ученик К. Гомеса Ортеги и А. Палау и Вердеры в Мадриде, руководитель испанской Ботанической экспедиции 1777—1788 годов в вице-королевство Перу.

## Биография
Родился Иполито Руис Лопес в Белорадо в испанской провинции Бургос 8 августа 1754 года. Свои первые познания о Латинской Америке получил от дяди, священника Басилио Лопеса. С 1768 года учился в Мадриде, находясь под опекунством другого дяди, аптекаря Мануэля Лопеса, получив там базовые знания в областях логики, физики, химии, фармации. Ботанические навыки получал в Мадридском ботаническом саду у Касимиро Гомеса Ортеги и Антонио Палау и Вердеры.
В апреле 1777 года Иполито Руису было поручено командование научной экспедицией в Южную Америку в сопровождении ботаника Хосе Павона, художников Хосе Брунете (José Brunete) и Исидро Гальвеса (Isidro Gálvez), а также французского врача и ботаника Жозефа Домбе (Joseph Dombey). Семья Иполито старалась отговорить молодого учёного от принятия столь ответственной задачи — в частности, Мануэль Лопес указывал на слабое здоровье племянника (у Иполито были проблемы с лёгкими), а также на полное отсутствие физической подготовки к дальнему путешествию.

### Экспедиция в Перу и Чили
17 октября 1777 года экспедиция погрузилась на борт корабля El Peruano в Кадисе, однако из-за шторма выход в море был отложен до 4 ноября. 8 апреля 1778 года El Peruano, обогнув Огненную Землю, достиг порта Кальяо. В Перу глава вице-королевства Мануэль Гириор (Manuel Guirior) принял экспедицию, посланную королём Испании, в своём дворце в Лиме, с роскошью. В начале мая учёные принялись за ботанические исследования в окрестностях Лимы, затем занимались гербарными сборами в более северной провинции Уаура и районе Лурин, посетили Пачакамак. Весной 1779 года экспедиция обследовала горные районы провинций Тарма и Хауха. В начале 1780 года они исследовали район Уануко, где нашли многочисленные хинные деревья и каучуконосы, а также застали начало восстания Тупака Амару II. Основная часть экспедиции продолжила исследования в Тарме, а Жозеф Домбе остался в Лиме, где занялся изучением приливов и отливов.
В декабре 1781 года экспедиция покинула Перу и отправилась в Чили, прибыв в порт Талькауано 30 января 1782 года. С середины февраля начались ботанические работы в окрестностях Консепсьона. Губернатор провинции Амбросио О'Хиггинс (Ambrosio O'Higgins), желавший показать экспедиции господство Испании над территорией (прежде всего французу Домбе), в феврале 1783 года устроил трёхдневный парад, в котором помимо военных принимали участие и местные племена (Руис в своём дневнике назвал это представление «длинным и скучным»). Возвращались из Арауко, где проходил парад, учёные в сопровождении охраны из военных. В марте Руис и экспедиция отправились в Сантьяго.
25 мая 1783 года в Сантьяго произошло сильное землетрясение, вслед за которым начался сезон дождей, и экспедиция направилась в Вальпараисо, оттуда через месяц вернулись в Лиму. В феврале 1784 года из Мадрида пришёл долгожданный приказ — Жозеф Домбе должен вернуться в Кадис, а экспедиция должна продолжать исследования в Кордильерах без участия француза. В мае 1784 года уставшие, страдающие от лихорадки и постоянной головной боли Руис и Павон, а через несколько дней — Брунете и Гальвес, отправились в Уануко. Там они узнали, что из Испании прибыли новые члены экспедиции — ботаник Хуан Хосе Тафалья (Juan José Tafalla) и художник Франсиско Пульгар (Francisco Pulgar).
После того, как Домбе покинул экспедицию в апреле 1784 года, её основные цели и задачи были скорректированы — учёные стали меньше заниматься гербаризацией флоры и меньше путешествовать, а сконцентрировались на изучении хинных деревьев в предгорьях Кордильер. В марте 1786 года Руис, в очередной раз заболевший, писал в Мадрид с просьбой о своём возвращении из экспедиции. Из-за тяжёлых условий жизни в Кордильерах между членами постоянно возникали разногласия, выливавшиеся в конфликты.
12 декабря 1787 года Руис наконец получил приказ короля о возвращении экспедиции в Испанию. Тафалья и Пульгар должны были оставаться в Перу. В том же документе сообщалось об основании кафедры ботаники в Лиме. 31 марта 1788 года Руис, Павон и Гальвес покинули Кальяо и направились в порт Кадиса (Брунете в мае 1787 года скончался, по словам Руиса, от ангины, возникшей вследствие усердной работы художника в экспедиции). 12 декабря 1788 года учёные прибыли в Кадис. 18 октября Павон и Гальвес отправились в Мадрид, а Руис, перевозивший гербарные образцы, задержался в Кадисе ещё на несколько дней из-за болезни. 16 декабря он был встречен в Мадриде своим дядей и Гомесом Ортегой.

### Издание «Флоры»
В марте 1789 года Руис, Павон и Гальвес в Ботаническом саду Мадрида начали подготовку к изданию Flora peruviana, et chilensis. В начале октября 1794 года несколько копий Продромуса к этой работе были изданы, однако вскоре его дальнейшая публикация была приостановлена из-за обострения конкуренции и резкой критики со стороны других ботаников, в частности, Антонио Каванильеса. В начале 1795 года одна из копий продромуса попала к Гаспару Хуаресу, ботанику родом из Аргентины, но жившему в Риме. Хуарес с согласия Руиса начал подготовку к выпуску нового издания Продромуса в Италии, дабы избежать утраты столь ценных материалов. 13 июня 1796 года 567 копий первоначального Продромуса всё же были выпущены в Испании, а издание, подготовленное Хуаресом, вышло в свет в 1797 году небольшим тиражом и в настоящее время является библиографической редкостью. В 1796 году Руис издал 100-страничный ответ на критику Продромуса со стороны Каванильеса. Трёхтомная «Перуанская и чилийская флора» вышла в Мадриде с 1798 по 1802 год.
В 1790 году Руис открыл в Мадриде аптеку, где работал до самой смерти. Скончался он 4 мая 1816 года (иногда указывается 1815 год).

## Некоторые научные публикации
- Quinologia. 1792.
- Flora peruvianae, et chilensis prodromus. 1794, в соавторстве с Х. Павоном.
- Flora peruviana, et chilensis. 1798—1802, в 3-х томах, в соавторстве с Х. Павоном.
- Systema vegetabilium florae peruvianae et chilensis. 1798, в соавторстве с Х. Павоном.
- Suplemento a la Quinologia. 1801, в соавторстве с Х. Павоном.
- Relación del viaje hecho a los reynos del Perú y Chile. 1931.

## Роды растений, названные в честь И. Руиса

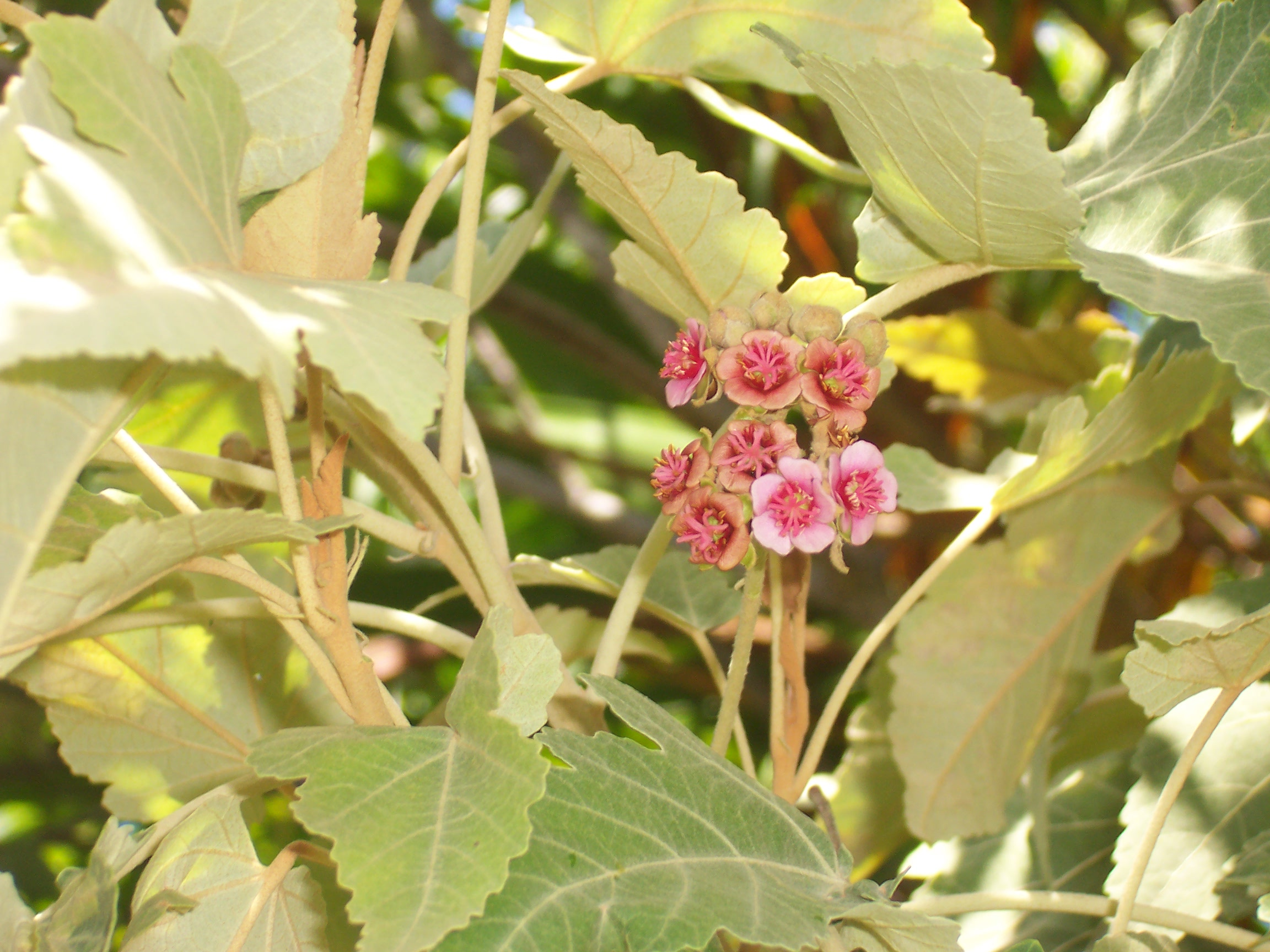
Руизия сердцевидная (Ruizia cordata)

- Ruizia Cav., 1786 — Руизия
- Ruizia Pav., 1794, nom. illeg. [≡ Peumus Molina, 1782, nom. cons.]
- Ruizodendron R.E.Fr., 1936